# Vasmer-Kreuz

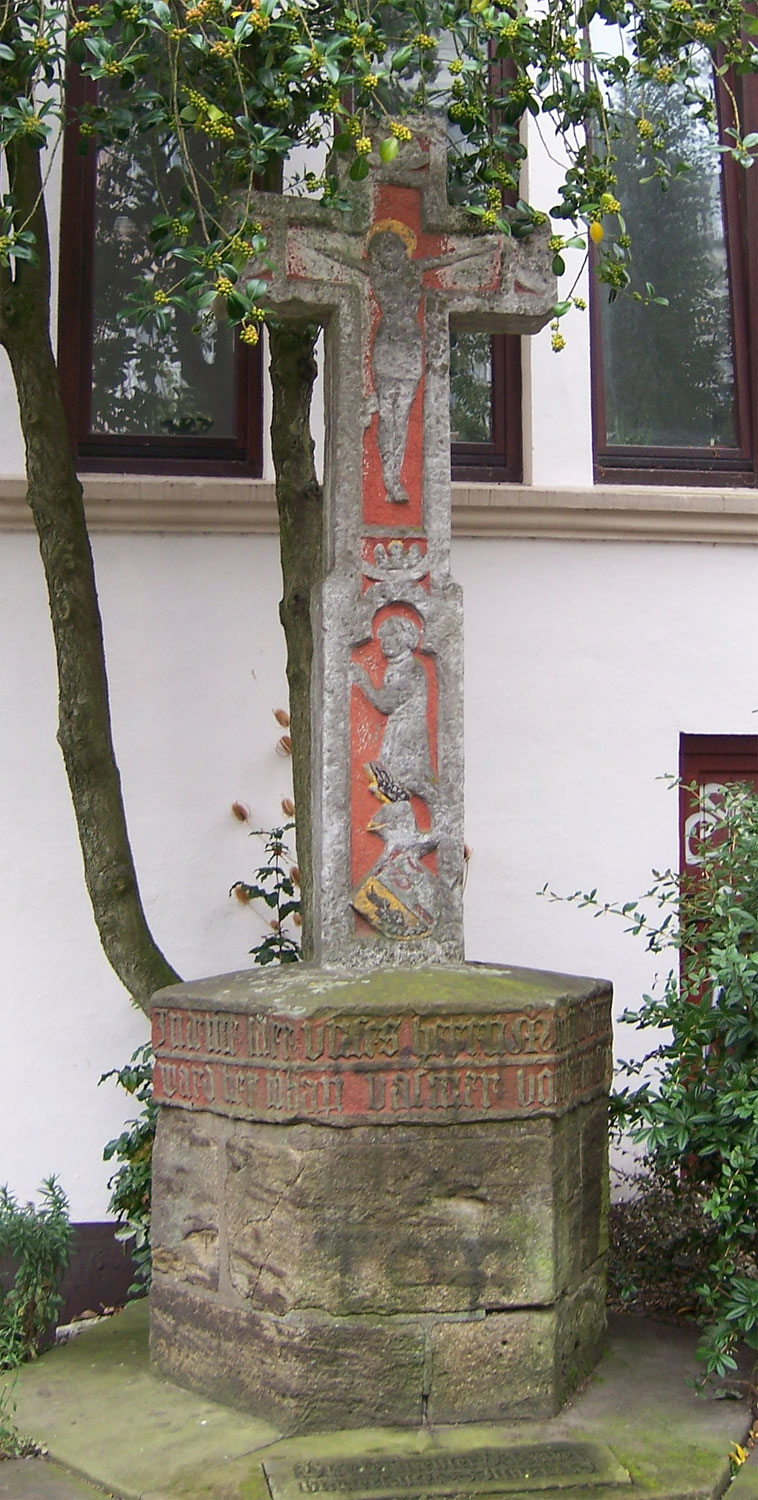
Vasmer-Kreuz, Replik auf Original-Sockel

Das Vasmer-Kreuz ist ein Sühnekreuz im Bremer Stadtteil Mitte, Ortsteil Ostertor, an der Straße Beim Steinernen Kreuz Nr. 10. Es wurde 1435 als Sühnemal für die Hinrichtung des Bremer Bürgermeisters Johann Vasmer errichtet. Das Objekt steht seit 1973 als Bestandteil des Ensembles Beim Steinernen Kreuz unter Denkmalschutz. Es ist das nach dem Roland älteste Denkmal in Bremen.

## Geschichte
Vasmer wurde vom Rat der Stadt Bremen in einem fragwürdigen Verfahren des Hochverrats beschuldigt, am 20. Juni 1430 zum Tode verurteilt und gleichentags vor dem Ostertor in der Nähe des Paulsklosters enthauptet. Sein Sohn Heinrich Vasmer zwang mittels eines Mandats des Kaisers Sigismund im Sommer 1435 den Rat der Stadt zur Rehabilitation des Vaters, zu umfangreichen Entschädigungs- und Sühneleistungen und zur Erlaubnis, an der Hinrichtungsstätte ein Sühnekreuz zu errichten, das die Stadt dauerhaft erhalten muss.

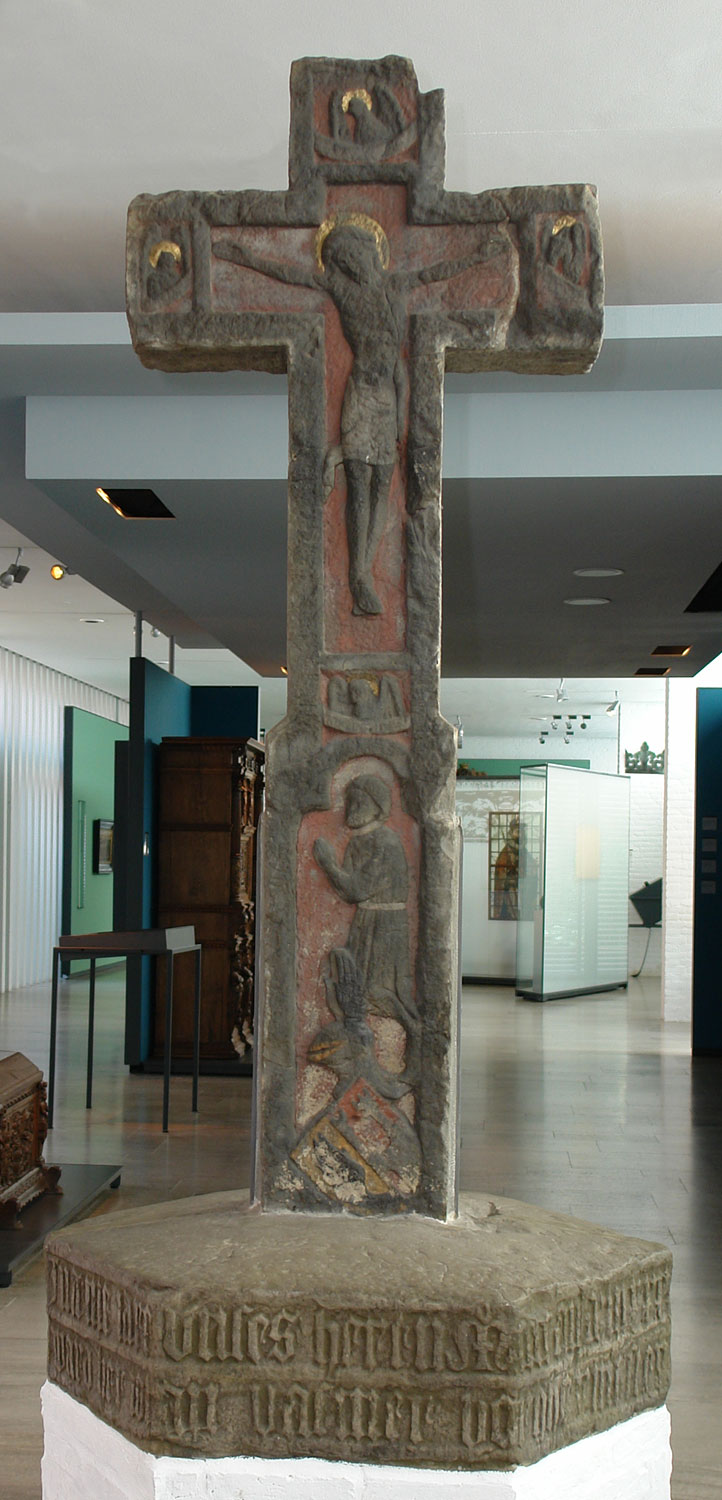
Original auf Sockelnachbildung im Focke-Museum

## Denkmal
Das Denkmal ist ein Schaftkreuz aus Obernkirchener Sandstein auf einem sechseckigen Sockel aus Sandstein. Die Sichtfläche des Kreuzes trägt ein Flachrelief mit farbig gefasstem Hintergrund. Das eigentliche Balkenkreuz zeigt den Gekreuzigten und Evangelistensymbole. Auf dem breiteren Schaft ist der betende Johann Vasmer und sein Wappen mit Helmzier dargestellt.
Die Sockelplatte trägt eine zweizeilige, umlaufende Inschrift in gotischen Minuskeln: „in deme iare unsers heren mcccc an deme xxx iare des dinxedaghes vor iohanis baptiste ward her johan vasmer borghermester hir ghedodet. biddet got vor de sele.“
Der Boden im Umfeld des Denkmals ist mit Steinplatten befestigt. Hier wurde anlässlich Vasmers 500sten Todestages eine steinerne Gedenkplatte mit der Inschrift „Bürgermeister Vasmer hingerichtet 20. Juni 1430“ eingefügt.
Die Historische Gesellschaft regte 1902 bei der Baukommission des Senats an, das Denkmal und seine Umgebung instand zu setzen. Bei der Arbeit wurde entdeckt, dass die unzugängliche Rückseite des Kreuzes wie die Vorderseite gestaltet ist.
Das Denkmal wurde 1964 gereinigt und der farbige Hintergrund erneuert. 1977 wurde das Kreuz durch eine Replik auf dem Originalsockel ersetzt. Das alte Kreuz steht im Focke-Museum auf einer Nachbildung des Sockels.
Unsicher ist, ob der heutige Denkmal-Standort auch der ursprüngliche ist (siehe unten, Quellenlage). Alte Bilder belegen, dass sich zumindest das Umfeld mehrmals wesentlich geändert hat.
Im Zweiten Weltkrieg war das Kreuz zu seinem Schutz zeitweise im Dom eingelagert.